# Perilampus philembia
Perilampus philembia är en stekelart som beskrevs av Burks 1969. Perilampus philembia ingår i släktet Perilampus och familjen gropglanssteklar. Inga underarter finns listade i Catalogue of Life.